# 聖厄斯塔什之役

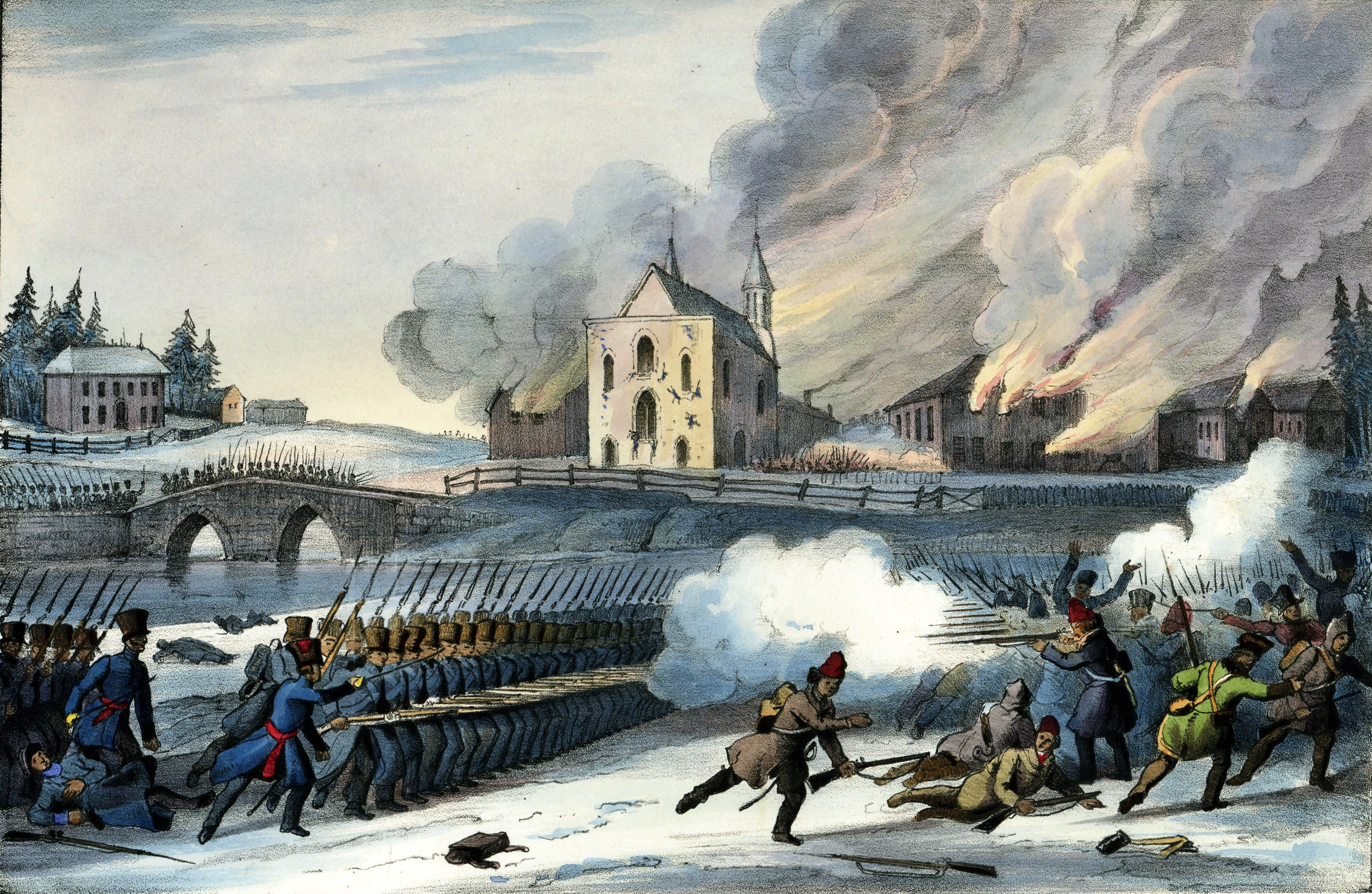
聖厄斯塔什戰役

聖厄斯塔什之役（英語：Battle of Saint-Eustache）發生在1837年12月14日，是1837年起義的一場戰事，當時200名加拿大民兵企圖攻擊及掠奪圣厄斯塔什，但被擁有1,400人和6門大砲的英軍擊敗。而加拿大民兵的領袖让·奥利维耶·谢尼耶（Jean-Olivier Chénier）與其20名部下在戰事中被殺，餘下的百多人被補。